# John Murray (1er duc d'Atholl)
Pour les articles homonymes, voir John Murray et Murray.
John Murray (24 février 1660 – 14 novembre 1724), 1er duc d'Atholl, est un noble et un homme politique écossais.

## Biographie
Il s'oppose après 1695 à Simon Fraser, rattaché au lordship Lovat.

## Unions et postérité
Il se marie à Catherine Hamilton, le 24 mai 1683, puis il épouse Mary Ross le 26 juin 1710.